# The Wedding Night
The Wedding Night is een Amerikaanse dramafilm uit 1935 onder regie van King Vidor. Destijds werd de film uitgebracht onder de titel Huwelijksnacht.

## Verhaal
De auteur Tony Barrett en zijn vrouw Dora maken goede sier in New York, maar ze hebben moeilijkheden om hun facturen te betalen. Omdat zijn uitgever geen voorschot wil betalen op zijn volgende roman, verhuist Tony een poosje naar de familieboerderij in Connecticut. Kort na hun aankomst maakt hij kennis met de Pool Jan Novak en diens knappe dochter Manya. Ze willen een stuk grond van Tony kopen voor 5000 dollar. Dora keert met het geld terug naar New York, maar Tony besluit om nog een tijdje op de boerderij te blijven om inspiratie op te doen voor zijn nieuwe roman. Tony wordt verliefd op Manya, maar zij voelt meer voor een man die haar vader voor haar heeft uitgekozen.

## Rolverdeling
| Acteur              | Personage         |
| ------------------- | ----------------- |
| Gary Cooper         | Tony Barrett      |
| Anna Sten           | Manya Novak       |
| Ralph Bellamy       | Fredrik Sobieski  |
| Helen Vinson        | Dora Barrett      |
| Sig Ruman           | Jan Novak         |
| Esther Dale         | Kaise Novak       |
| Leonid Snegoff      | Mijnheer Sobieski |
| Eleanor Wesselhoeft | Mevrouw Sobieski  |
| Milla Davenport     | Grootmoeder       |
| Agnes Anderson      | Helena            |
| Hilda Vaughn        | Hezzie Jones      |
| Walter Brennan      | Bill Jenkins      |